# It's Your Call
It's Your Call è un album in studio della cantante di musica country statunitense Reba McEntire, pubblicato nel 1992.

## Tracce
1. It's Your Call – 3:04 (Bruce Burch, Shawna Harrington-Burkhart, Liz Hengber)
2. Straight from You – 2:35 (Gary Harrison, Tim Mensy)
3. Take It Back – 3:17 (Kristy Jackson)
4. Baby's Gone Blues – 4:15 (Pat Bunch, Mary Ann Kennedy, Pam Rose)
5. The Heart Won't Lie (duetto con Vince Gill) – 3:20 (Kim Carnes, Donna Weiss)
6. One Last Good Hand – 3:29 (Gary Burr, John Jarrard)
7. He Wants to Get Married – 3:51 (Sandy Knox, Anthony Little)
8. For Herself – 3:59 (Harrington-Burkhart, Liz Hengber, Reba McEntire)
9. Will He Ever Go Away – 3:17 (Gerry House, Will Robinson)
10. Lighter Shade of Blue – 3:24 (Max D. Barnes, Skip Ewing, Troy Seals)